# Peter Capaldi
Peter Dougan Capaldi (Glasgow, Escocia, 14 de abril de 1958) es un actor y director de cine británico. Ha interpretado varios papeles en cine y televisión, pero es más conocido por ser el intérprete del duodécimo Doctor en la serie de ciencia ficción de la BBC Doctor Who y por su papel de Malcolm Tucker en la serie cómica The Thick of It y su secuela cinematográfica In the Loop. En 1995, ganó el premio Óscar al mejor cortometraje por su cortometraje Franz Kafka's It's a Wonderful Life.

## Primeros años
Capaldi nació en Glasgow. La familia de su madre era de Killeshandra, County Cavan, Irlanda, y la familia de su padre era de Picinisco, Italia. Estudió en la Escuela Primaria de Santa Teresa en el distrito de la ciudad de Possilpark, en la Escuela Primaria de St Matthew en Bishopbriggs, y en el St Ninian's High School de Kirkintilloch, antes de asistir a la Escuela de Arte de Glasgow.
Capaldi demostró un talento precoz para la interpretación realizando un espectáculo de marionetas en la escuela primaria. En el instituto, fue miembro de los Antonine Players, que actuaban en el Fort Theatre en Bishopbriggs. Mientras era estudiante de arte, fue el vocalista de una banda de punk rock llamada Dreamboys, cuyo baterista era el futuro cómico Craig Ferguson.

## Carrera
Capaldi ha aparecido en más de 40 películas y programas de televisión desde su debut como Danny Oldsen en Un tipo genial (1983). Tuvo un papel en La guarida del Gusano Blanco (1988) y Dangerous Liaisons (1988), y apareció como Ozzy en un episodio de 1985 de Minder. En 1995, Capaldi ganó un Óscar al mejor cortometraje de acción real por su película Franz Kafka's It's a Wonderful Life, empatado con Trevor, por lo que ambas se llevaron el Óscar ex aequo. También escribió Soft Top, Hard Shoulder, que ganó el premio del público en el Festival de Cine de Londres, y escribió y dirigió Strictly Sinatra. Dio voz al oficial Grieves en la comedia de BBC Radio Our Brave Boys. El primer papel protagonista de Capaldi en televisión fue como Luke Wakefield, un homosexual en el armario que cree haber sido testigo de un crimen, en la serie dramática de la BBC Mr Wakefield's Crusade. Interpretó al ficticio productor de Songs of Praise Tristan Campbell en dos episodios de la sitcom The Vicar of Dibley, y a un travesti en la serie de la ITV Prime Suspect. En la serie de 1999 de Channel 4 Psychos, interpretó a un matemático con trastorno bipolar.
Capaldi hizo una aparición como profesor universitario en la sitcom Peep Show, e interpretó a un sospechoso principal en la temporada de 2007 de Waking the Dead. En la fantasía gótica de Neil Gaiman Neverwhere, interpretó al ángel Islington. Es más conocido por su papel como el spin doctor Malcolm Tucker en la sitcom de la BBC The Thick of It, en la que apareció entre 2005 y 2012. Tucker está firmemente basado, aunque libremente, en la mano derecha de Tony Blair, Alastair Campbell. Capaldi dijo que basó su interpretación más en los power players de Hollywood, como el normalmente cáustico Harvey Weinstein. En 2006, Capaldi fue nominado a los premios BAFTA y RTS al mejor actor cómico. Ganó el BAFTA 2010 de televisión al mejor actor de comedia. También ganó el British Comedy Award 2010 al mejor actor cómico de televisión. En 2009 se estrenó una secuela cinematográfica de The Thick of It titulada In the Loop.
En 2007, Capaldi apareció como Mark Jenkins, padre de Sid, en la serie Skins. Volvió a aparecer en la segunda temporada, sólo para que mataran a su personaje en el tercer episodio. Apareció en el episodio Death in Chorus de Midsomer Murders y en Fallen Angel de ITV1. También apareció en la serie cómica de 2007 Magicians. Hizo su primera aparición en la serie de ciencia ficción Doctor Who en el episodio Los fuegos de Pompeya (2008), donde interpretó a una versión ficticia de Caecilius. Seguiría haciendo apariciones en la franquicia de la serie en 2008, interpretando a John Frobisher en Torchwood: Los niños de la Tierra.
Apareció como el Rey Carlos I en la serie de Channel 4 The Devil's Whore, emitida en 2008. Capaldi participó como actor de voz en la película de animación Haunted Hogmanay de 2006. Dirige la sitcom de BBC Four Getting On, un episodio en el aparece como doctor. Más tarde ese año, escribió y presentó A Portrait of Scotland, un documental detallando 500 años de historia de pintura de retratos escoceses. Interpretó al Rey Mago Baltasar en la adaptación de 2010 de The Nativity.
Capaldi es también narrador de audiolibros, y entre sus muchos títulos se incluyen varios de los trabajos de Iain Banks. Interpretó al protagonista Rory de la versión televisiva de The Crow Road de Banks. En noviembre de 2011, comenzó a interpretar al profesor Marcus en The Ladykillers en la Liverpool Playhouse, después transferida al Teatro Gielgud de Londres. La temporada original se cerró en el Gielgud el 14 de abril de 2012. Apareció en The Field of Blood como el Dr. Pete, por la que recibió una nominación al BAFTA Escocia en la categoría de actor o actriz de televisión; pero fue ganado por su compañero de reparto Jayd Johnson. Tuvo un pequeño papel como terapeuta en Big Fat Gypsy Gangster, escrita y protagonizada por su compañero de Getting On Ricky Grover. En 2012, Capaldi interpretó a Randall Brown, el nuevo director de noticias, en el dramático de BBC2 The Hour. Apareció en World War Z (2013), e interpretará al Rey Kinloch en Maleficent (2014). En 2013), Capaldi dirigirá Born to be King, también escrita por él. Aparecerá en Inside the Mind of Leonardo, un documental sobre Leonardo da Vinci. También interpretará a Alan Rusbridger, editor de The Guardian en The Fifth Estate. En 2014, protagonizará una nueva adaptación de Los tres mosqueteros, como el Cardenal Richelieu, en BBC One. El 4 de agosto de 2013, se anunció que interpretaría al Duodécimo Doctor en la longeva serie de ciencia ficción Doctor Who, sucediendo en el papel a Matt Smith.

## Premios y distinciones
Premios Óscar
| Año  | Categoría          | Película                            | Resultado |
| ---- | ------------------ | ----------------------------------- | --------- |
| 1995 | Mejor cortometraje | Franz Kafka's It's a Wonderful Life | Ganador   |

- 2006: Nominado a los premios BAFTA y RTS al mejor actor de comedia.
- 2010: Ganador del premio BAFTA Televisión al mejor actor masculino en un papel cómico, y ganador del British Comedy Award al mejor actor cómico de televisión.
- 2012: Ganador del premio al mejor actor cómico de televisión en los British Comedy Awards.

## Vida personal
Capaldi colabora con la Asociación Internacional en la Investigación del Cáncer, y en la organización benéfica infantil Aberlour Child Care Trust. Vive en Crouch End con su esposa, Elaine Collins, y la hija de ambos, Cecily. 

## Filmografía

### Cine
| Año  | Título                           | Papel                       | Notas |
| ---- | -------------------------------- | --------------------------- | --- |
| 1982 | Living Apart Together            | Joe                         | |
| 1983 | Local Hero                       | Oldsen                      | |
| 1984 | Turtle Diary                     | Ayudante del vigilante      | |
| 1987 | The Love Child                   |                             | |
| 1988 | La guarida del Gusano Blanco     | Angus Flint                 | |
| 1988 | Dangerous Liaisons               | Azolan                      | |
| 1991 | December Bride                   | Young Sorleyson             | |
| 1992 | Soft Top Hard Shoulder           | Gavin Bellini               | |
| 1994 | Captives                         | Simon                       | |
| 1997 | Bean                             | Gareth                      | |
| 1997 | Shooting Fish                    | Mr. Gilzean                 | |
| 1998 | What Rats Won't Do               | Tony                        | |
| 1999 | The Greatest Store in the World  | Mr. Whiskers                | |
| 2000 | Mrs Caldicot's Cabbage War       | Derek                       | |
| 2002 | Max                              | David Cohn                  | |
| 2002 | Solid Geometry                   | David Hunter                | |
| 2003 | Shotgun Dave Rides East          | Rob                         | |
| 2004 | Modigliani                       | Jean Cocteau                | |
| 2004 | Niceland (Population. 1.000.002) | John                        | |
| 2004 | Wild Country                     | Father Steve                | |
| 2005 | House of 9                       | Max Roy                     | |
| 2005 | The Best Man                     | Priest                      | |
| 2007 | Magicians                        | Mike Francis                | |
| 2009 | In the Loop                      | Malcolm Tucker              | Chlotrudis Award al mejor reparto Chlotrudis Award a mejor actor de reparto Nominado — Central Ohio Film Critics Association Award al mejor actor de reparto (2º puesto) Nominado — British Independent Film Award 2009 al mejor actor Nominado — Chicago Film Critics Association Award al mejor actor de reparto Nominado — Evening Standard British Film Awards: Premio Peter Sellers de Comedy Nominado — International Cinephile Society Award al mejor actor de reparto (2º puesto) Nominado — London Film Critics Circle Award 2009 al mejor actor británico del año Nominado — Los Angeles Film Critics Association Award al mejor actor de reparto (2º puesto) Nominado — New York Film Critics Circle Award 2009 al mejor actor de reparto (3.er puesto) Nominado — Online Film Critics Society Award al mejor actor de reparto |
| 2012 | Big Fat Gypsy Gangster           | Peter VanGellis             | |
| 2013 | World War Z                      | W.H.O. Doctor               | |
| 2013 | The Fifth Estate                 | Alan Rusbridger             | |
| 2014 | Maleficent                       | King Kinloch                | |
| 2014 | Paddington                       | Mr. Curry                   | |
| 2017 | Paddington 2                     | Mr. Curry                   | |
| 2018 | Christopher Robin                | Rabbit                      | Voz |
| 2021 | El Escuadrón Suicida             | Gaius Grieves / The Thinker | dirigida por James Gunn |
| 2021 | Benedection                      | Siegfried Sassonson         | |

### Televisión
| Año       | Título                                | Papel                  | Notas                                                                                       |
| --------- | ------------------------------------- | ---------------------- | ------------------------------------------------------------------------------------------- |
| 1984      | Crown Court                           | Eamonn Donnelly        | Episodio: "Big Deal"                                                                        |
| 1985      | Minder                                | Ozzy                   | Temporada 6, Episodio 2: Life in the Fast Food Lane                                         |
| 1985      | Travelling Man                        |                        | Temporada 2, Episodio 6: Blow-Up                                                            |
| 1985      | John and Yoko: A Love Story           | George Harrison        |                                                                                             |
| 1986      | C.A.T.S. Eyes                         |                        | Temporada 2, Episodio 2: Powerline                                                          |
| 1989      | Rab C. Nesbitt                        | Predicador             | Episodio: Rab C. Nesbitt's Seasonal Greet                                                   |
| 1989      | Shadow of the Noose                   | Robert Wood            |                                                                                             |
| 1989      | Dramarama                             | Embajador británico    | Temporada 7, Episodio 7: Rosie the Great                                                    |
| 1990      | Ruth Rendell Mysteries                | Zeno Vedast            | 3 episodios                                                                                 |
| 1991      | Agatha Christie's Poirot              | Claude Langton         | Temporada 3, Episodio 4: Wasps' Nest                                                        |
| 1991      | Selling Hitler                        | Thomas Walde           |                                                                                             |
| 1991      | Titmuss Regained                      | Ken Cracken            | 3 episodios                                                                                 |
| 1992      | Mr Wakefield's Crusade                | Luke Wakefield         |                                                                                             |
| 1992      | Early Travellers in North America     | Robert Louis Stevenson |                                                                                             |
| 1993      | The Comic Strip Presents...           | John                   | Temporada 5, Episodio 6: Jealousy                                                           |
| 1993      | Stay Lucky                            | Robin                  | Temporada 4, Episodio 2: The Driving Instructor                                             |
| 1993      | Prime Suspect                         | Vera Reynolds          | Temporada 3                                                                                 |
| 1994      | Chandler & Co                         | Larry Blakeson         |                                                                                             |
| 1994      | The All New Alexei Sayle Show         | Time Traveller         | Drunk in Time                                                                               |
| 1994-1996 | The Vicar of Dibley                   | Tristan Campbell       | 2 episodios                                                                                 |
| 1996      | Delta Wave                            | Dinsdale Draco         | The Light Fantastic: Partes 1 y 2                                                           |
| 1996      | Neverwhere                            | Islington              | Episodios 2 - 6                                                                             |
| 1996      | The Crow Road                         | Rory McHoan            | 4 Episodios                                                                                 |
| 1997      | The History of Tom Jones, a Foundling | Lord Fellamar          | 3 episodios                                                                                 |
| 1999      | Psychos                               | Mark Collins           | 1 episodio                                                                                  |
| 2001      | Hotel!                                | Hilton Gilfoyle        |                                                                                             |
| 2001      | High Stakes                           | Michael Calderwood     | Temporada 1, Episodio 6: Dream Team                                                         |
| 2003      | In Deep                               | Jeremy                 | Temporada 3, Episodio 7: Character Assassination: Parte 1                                   |
| 2003      | Fortysomething                        | Dr. Ronnie Pilfrey     | 5 episodios                                                                                 |
| 2003      | Judge John Deed                       | Alan Roxborough, MP    | Temporada 3, Episodio 3: Conspiracy                                                         |
| 2004      | Sea of Souls                          | Gordon Fleming         | Episodio: Seeing Double                                                                     |
| 2004      | My Family                             | Colin Judd             | Temporada 5, Episodio 10: Dentist to the Stars                                              |
| 2004      | Foyle's War                           | Raymond Carter         | Temporada 3, Episodio 4: War of Nerves                                                      |
| 2004      | Peep Show                             | Professor MacLeish     | Temporada 2, Episodio 4: University Challenge                                               |
| 2005      | The Afternoon Play                    | Billy Shannon          | Temporada 3, Episodio 5: The Singing Cactus                                                 |
| 2005-2012 | The Thick of It                       | Malcolm Tucker         |                                                                                             |
| 2006      | Donovan                               | Dr. Angus Baldwin      | Temporada 1, Episodio 3                                                                     |
| 2006      | Midsomer Murders                      | Lawrence Barker        | Temporada 9, Episodio 5: Death in Chorus                                                    |
| 2006      | Pinochet in Suburbia                  | Andy McEntee           | Telefilme                                                                                   |
| 2007      | Waking the Dead                       | Lucien Calvin          | Episodio: The Fall                                                                          |
| 2007      | Coming Up                             | Joe                    | Episodio: Brussels                                                                          |
| 2007      | Fallen Angel                          | Henry Appleton         |                                                                                             |
| 2007-2008 | Skins                                 | Mark Jenkins           | 3 episodios                                                                                 |
| 2008      | Midnight Man                          | Trevor                 |                                                                                             |
| 2008      | Glendogie Bogey                       | Jeff Wylie             | Voz                                                                                         |
| 2008      | The Devil's Whore                     | Rey Carlos I           |                                                                                             |
| 2009      | Torchwood                             | John Frobisher         | Los niños de la Tierra                                                                      |
| 2009      | Getting On                            | Doctor                 | 1 episodio Director de la serie                                                             |
| 2009      | A Portrait of Scotland                | Él mismo               | Escritor                                                                                    |
| 2010      | Ten Minute Tales                      | El hombre              |                                                                                             |
| 2010      | Accused                               | Frank Ryland           | Temporada 1, Episodio 3                                                                     |
| 2010      | The Nativity                          | Balthazar              | Adaptación de la BBC 4 episodios                                                            |
| 2011      | Los pingüinos de Madagascar           | Tío Nigel              | 1 episodio                                                                                  |
| 2011      | The Suspicions of Mr Whicher          | Samuel Kent            | Adaptación de ITV                                                                           |
| 2011      | The Field of Blood                    | Dr. Pete               |                                                                                             |
| 2012      | Cricklewood Greats                    | Peter Capaldi          | Escritor                                                                                    |
| 2012      | The Hour                              | Randall Brown          | Temporada 2 Nominado al British Academy Television Award al mejor actor de reparto          |
| 2013-2017 | Doctor Who                            | Duodécimo Doctor       | Apareció por primera ver en el capítulo "Los fuegos de Pompeya", interpretando a Caecilius. |
| 2013      | Inside the Mind of Leonardo           | Leonardo da Vinci      | Documental                                                                                  |
| 2014      | The Musketeers                        | Cardenal Richelieu     | 10 episodios (personaje principal temporada 1)                                              |
| 2016      | Class                                 | Duodécimo doctor       | 1 episodio.                                                                                 |

### Radio
| Año     | Título                                           | Papel             | Notas       |
| ------- | ------------------------------------------------ | ----------------- | ----------- |
| 1995    | If You're So Clever, Why Aren't You Rich         | David             | BBC Radio 4 |
| 1995    | Medical Detectives                               | Dr. Peter Allen   | BBC Radio 4 |
| 1996    | Emotion Pictures                                 | Wim Wenders       | BBC Radio 3 |
| 1998    | The Afternoon Play: The Road Back                | Gordon Cruikshank | BBC Radio 4 |
| 1998    | Christmas Panto                                  | Louise            | BBC Radio 4 |
| 2000    | Fantastic Tales                                  | El lector         | BBC Radio 4 |
| 2001–05 | Our Brave Boys                                   | Grieves           | BBC Radio 4 |
| 2005–06 | Baggage                                          | Alistair          | BBC Radio 4 |
| 2005    | A Certain Age                                    | Andy              | BBC Radio 4 |
| 2007    | The Making of Modern Medicine                    | El lector         | BBC Radio 4 |
| 2007    | Sputnik                                          | El lector         | BBC Radio 4 |
| 2008    | Dr. No                                           | El armero         | BBC Radio 4 |
| 2008    | The Further Adventures of the First King of Mars | El lector         | BBC Radio 4 |
| 2009    | The Heart of Saturday Night                      | El lector         | BBC Radio 4 |
| 2009–10 | The News at Bedtime                              | Jim Tweedledee    | BBC Radio 4 |

### Videojuegos
| Año  | Título                   | Papel     | Notas |
| ---- | ------------------------ | --------- | ----- |
| 2014 | The Doctor and the Dalek | El Doctor |       |
| 2015 | Doctor Who Game Maker    | El Doctor |       |
| 2015 | Lego Dimensions          | El Doctor |       |